# Fürstenstöckl Ebenau

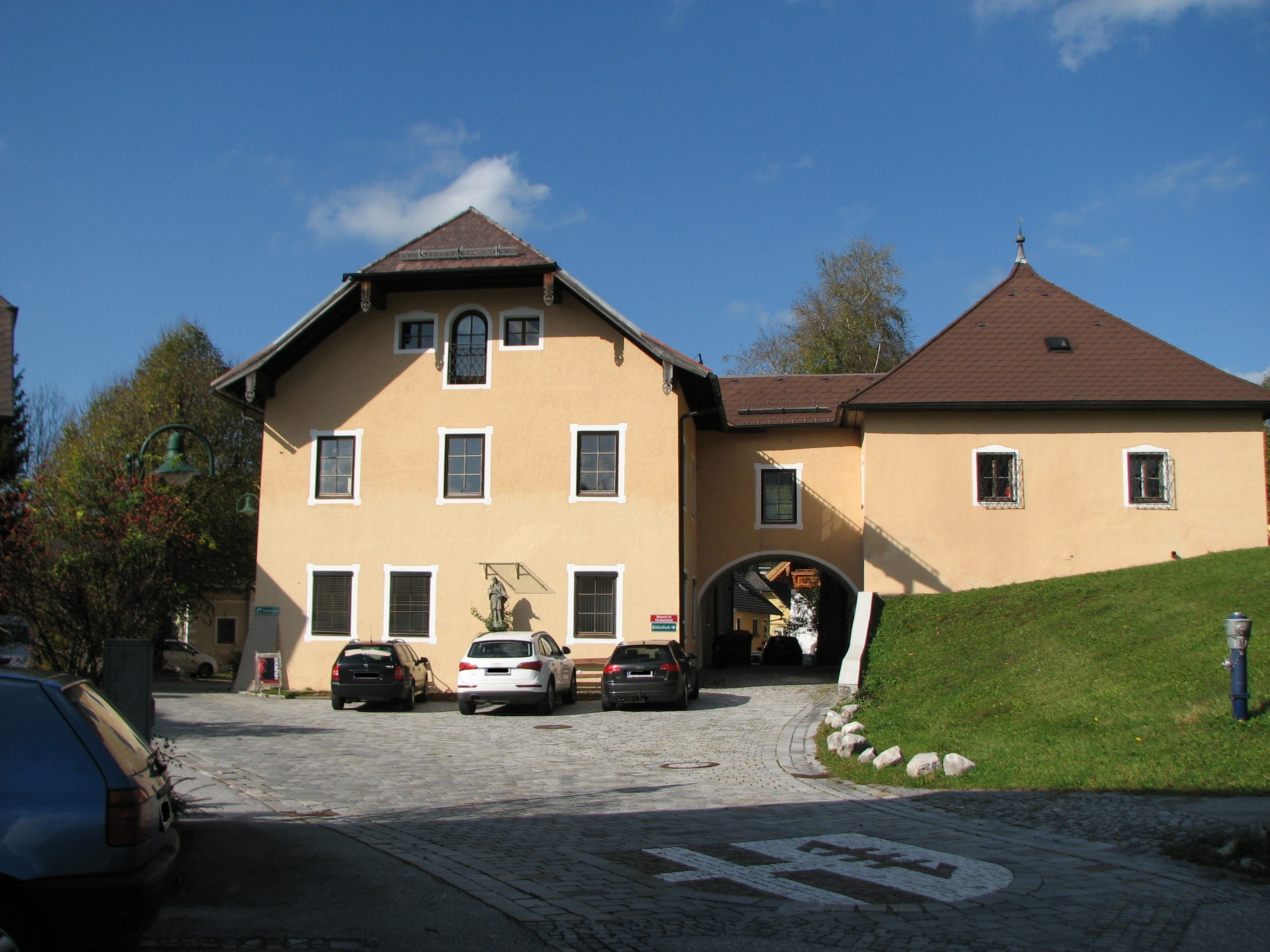
Fürstenstöckl in Ebenau

Die Fürstenstöckl Ebenau ist ein Heimatmuseum in der Gemeinde Ebenau im Bezirk Salzburg-Umgebung im Land Salzburg. Das heutige Museumsgebäude steht unter Denkmalschutz.

## Geschichte
Das ursprüngliche Logierquartier des Landesfürsten wurde 1953 restauriert.

## Architektur
Der langgestreckte zweigeschoßige Haupttrakt steht unter einem Schopfwalmdach und zeigt eine Wappenkartusche Erzbischof Paris von Lodron aus Marmor mit der Jahresangabe 1634. Der Haupttrakt ist mit einem kreuzgratunterwölbten Brückengang mit einem annähernd quadratischen Nebengebäude unter einem Zeltdach verbunden. Das Rundbogenportal ist abgefast. Es gibt barocke Oberlichtgitter und Fensterkörbe. Das Dach hat Dachspeicheröffnungen. Das Gebäudeinnere hat Kreuzgratgewölbe.

## Sonderausstellungen
- Im Advent findet jährlich eine Krippen Ausstellung statt
- Von April 2018 bis Juli 2018 gibt es eine Motorradausstellung im Schaberhaus mit historischen Motorrädern

## Heimatmuseum
Das Museum zeigt die Geschichte des Hammerwerks mit zwei Eisenhämmern, einer von 1848, und bäuerliche Kultur.